# Ferieglæder - gennem 6 lande til Paris
Ferieglæder - gennem 6 lande til Paris er en dansk dokumentarfilm fra 1968 instrueret af Aksel Hald-Christensen.

## Handling
Aksel Hald er denne gang på rejse med sin campingvogn fra Danmark gennem Tyskland, Holland, Belgien, Luxembourg og Frankrig - hele vejen til Paris.